# 닛산 갤러리

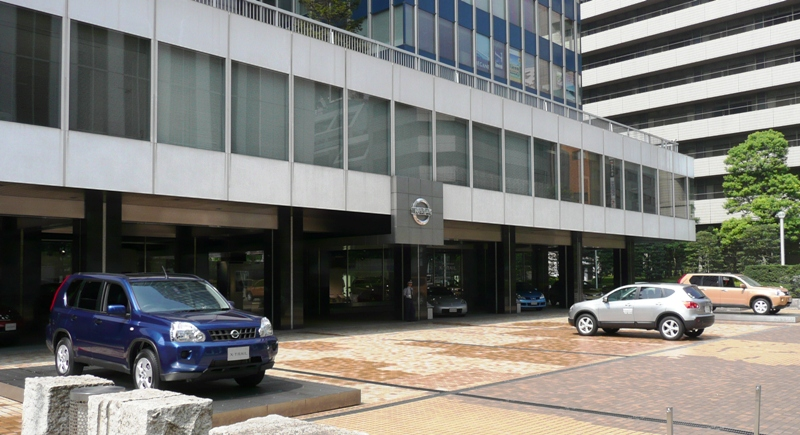
닛산 갤러리 (2009년 5월)

닛산 갤러리(일본어: 日産ギャラリー, 영어: Nissan Gallary)는 닛산 자동차를 전시한 것이다. 일본 여러 군데에 분포하고 있는데, 도쿄도 주오구 긴자, 홋카이도 주오구, 아이치현 나고야시 나카구, 후쿠오카현 후쿠오카시 주오구에 분포해있다.